# ولاية سعيدة
ولاية سعيدة (بالأمازيغية : ⵜⴰⵎⵏⴰⴹⵏ ⵏ ⵜⵉⵔⵙⵉⴼ) ، تقع في الشمال الغربي للجزائر يحدها شمالا ولاية معسكر، ولاية سيدي بلعباس غربا، وولاية تيارت شرقا، ومن الجنوب ولايتي النعامة والبيض.

## معلومات عامة
وتعتبر الولاية ذات مناخ قاري مما يجعل منها منطقة فلاحية، بــاردة شتــاءا وحــارة صيفــا.
تعرف أيضا بوزير الداخلية سابقا وقائد ناحية عسكرية إبان الثورة الجزائرية: مدغري أحمد
كما تشتهر بمركباتها الصناعية منها مركب السيللوز والورق بالرباحية
وفريقها مولودية سعيدة لكرة القدم الذي كان ينشط في بطولة القسم الأول
وفريق المولودية لكرة اليد
بها أكبر وأقدم ساعة شمسية على مستوى قارة أفريقيا
تشتهر المدينة سعيدة بحماماتها المعدنية:
- حمام ربي
- حمام سيدي عيسى
- حمام عين السخونة

بالإضافة للحدائق الرائعة التي تؤمن الراحة الرائعة. كما أنها تشتهر بمائها المعدني الصالح للشرب والذي يعرف بماء سعيدة والذي حاز على الشهرة الوطنية والخارجية، بالإضافة إلى الغابات ومنها غابة العڨبان.
وأما في المجال الثقافي تشتهر ولاية سعيدة بالفنان محمد خليفاتي المعروف بالشاب مامي الذي يلقب بأمير أغنية الراي والفنان بوطيبة السعيدي والشيخة الجنية وهم من كبار الفنانين في مجال الأغنية البدوية.

## أكبر أحيائها
هو حي بوخرص الشعبي ببلدية سعيدة ولاية سعيدة حيث يعتبر أكبر حي بسعيدة وثاني أكبر حي في الجزائر بعد الحراش الذي يبلغ عدد سكانه (الحراش حوال 50 ألف نسمة تقريبا).
بوخرص ثاني أكبر حي من حيث عدد السكان ب: 42,000 نسمة (سنة 2015).
يقع حي بوخرص في الشمال الشرقي لعاصمة الولاية ويتكون من عدة تجمعات سكنية:
- الحي القديم (القرية أو " Cartier noire") أو 800 سكن
- حي أحمد مدغري (Sonic)
- المنكوبين (470 سكن)
- دوار ولاد بن زيان
- البلانات (227 سكن)
- الضحايا (46 سكن)

في حي بوخرص 05 (خمس مساجد 1 مسجد عقبة بن نافع، 2 الشهداء، 3 الخلفاء، 4 صهيب الرومي ومسجد آخر)،
كمـا يوجد أيضـا أيضا 3 عيادات صحية و4 مدارس ابتدائية (مسيردي محمد، درقاوي لعربي، بومدني، بودية...)، وإكماليتان وثانوية.

## السكان
| ذكور   | فئة عمرية     | إناث   |
| ------ | ------------- | ------ |
| 779    | 85 سنة وأكثر  | 781    |
| 875    | 80 إلى 84 سنة | 935    |
| 1٬676  | 75 إلى 79 سنة | 1٬640  |
| 2٬431  | 70 إلى 74 سنة | 2٬220  |
| 3٬470  | 65 إلى 69 سنة | 3٬089  |
| 3٬419  | 60 إلى 64 سنة | 3٬331  |
| 5٬159  | 55 إلى 59 سنة | 4٬957  |
| 6٬291  | 50 إلى 54سنة  | 6٬391  |
| 7٬275  | 45 إلى 49 سنة | 7٬569  |
| 9٬678  | 40 إلى 44 سنة | 9٬855  |
| 11٬980 | 35 إلى 39 سنة | 11٬794 |
| 14٬957 | 30 إلى 34 سنة | 14٬661 |
| 17٬679 | 25 إلى 29 سنة | 17٬452 |
| 18٬348 | 20 إلى 24 سنة | 18٬424 |
| 16٬811 | 15 إلى 19 سنة | 16٬164 |
| 15٬268 | 10 إلى 14 سنة | 14٬877 |
| 13٬761 | 5 إلى 9 سنوات | 13٬414 |
| 16٬838 | 0 إلى 4 سنوات | 16٬358 |
| 21     | غير معروف     | 14     |

## تاريخ
سعيدة جزء من مملكة البربر الموريتانية تينجيتان، وكانت عاصمتها تنجي تانجار (TANGER)
- 203 قبل الميلاد: سعيدة تحت سيطرة الملك «ماسينيسا» الذي بفعله استطاع الرومان التخلص من خصمه صفاكس.
- عهد ما بعد الميلاد
- القرن الثالث ميلادي: على بعد 30 كلم شمال سعيدة قريبا من الحضارة الرومانية، بربر ضاحية سعيدة يزرعون القمح الصلب ليتاجروا به مع الرومان ويفرض عليهم ضريبة سنوية
- القرن الرابع ميلادي: نهاية الإمبراطورية الرومانية بعد سلسلة من النضالات، بعد رحيل أعداد هائلة من البربر اتجاه المغرب.
- القرن السادس ميلادي: يعود الحكم في هذه الفترة إلى عائلة بربرية.
- 508 م: أدرجت المنطقة في إمارة الملك MASUMA الذي كان يدعى «ملك المغاربة والرومان».
- 533 م: تعرف المنطقة اختلال شامل في الأمن، ثم تخضع بعد ذلك لأسرة بربرية مسيحية مالكة (الجدار) بفرندة.
- القرن الثامن ميلادي: سعيدة منطقة إسلامية تحت إمامة حكم «تاهرت» (704 م-858 م).

/ القرن العاشر والثاني عشر ميلاديين: الأسرة الحاكمة للمرابطين "LES ALMORAVIDES" عاصمتها تلمسان، وقد صنفت سعيدة تحت سيطرتها، لكن مجموعة من المرابطين سعت للتخلص من هيمنة هذه العائلة فعمت الفوضى والاضطرابات، لكن هذه النضالات لم تدم طويلا لتصبح المنطقة بعدها تحت هيمنة الباي ممثل الإمبراطورية العثمانية التي كانت (04) عاصمتها مازونة ثم معسكر فوهران في النهاية، وأمام عبودية الأتراك الذين كانوا ينهبون خيراتهم ويفرضون عليهم ضرائب باهظة، لم يتردد سكان المنطقة في العودة إلى حياة البدو أين لجأوا إلى السهول العليا تاركين الأراضي وهنا ستكون بداية احتلال الجيوش الفرنسية 1830م
- في حدود سنة 1150 مي: كانت منطقة سعيدة تابعة لمملكة «عبد الوديد» الكائنة بتلمسان التي كانت تميزها شخصية دينية تسمى «ابن تومرت».
- منتصف القرن 15 م: بداية الوجود التركي، وتحول منطقة سعيدة إلى قوة أغاليكية تحت سيطرة باي معسكر (1701-1791).

### الفترة الاستعمارية
2 أكتوبر 1841: القوات الاستعمارية تصل إلى المنطقة بعد مقاومات عنيفة، منها مقاومة الأمير عبد القادر الذي لجأ إلى المنطقة بعد ظهور القوات الكولونيالية بمعسكر سنة 1835 م، حيث استقر بها واتخذها كقاعدة عسكرية، وهذا المكان المسمى ب «سعيدة القديمة» سنة 1839 حيث استقر بها واتخذها كقاعدة عسكرية، وبها أنشأ مصنع للأسلحة. وفي يوم 22 أكتوبر 1841 تصدت قوات الأمير للجيش الذي كان يقوده الجنرال بيجو بمنطقة سيدي عيسى في معركة عرفت بموقعة القبعة حيث كانت هذه المقاومة بقيادة الأغا «مصطفى بن تامي» ملازم أول، وقد لجأ الأمير بعد ذلك إلى منطقة الحساسنة أين واصل المعارك ضد فرق الجنرال «لامور» والكولونيل «جيري».
أهم معارك الأمير عبد القادر:
1. جيـدة: جوان 1843م.
2. عين المانعة: 24 أوت و12 سبتمبر 1843م.
3. تيرسين وسيدي يوسف: 22 سبتمبر 1843 م.
4. جنـوب المنطقة: ما بين 1864 م -1882م.

### الحركة الوطنيـــة أحداث ماي 1945
وفي منتصف القرن العشرين وفي إطار الانتفاضة الشعبية التي جاءت ردا على تنكر السلطات الفرنسية لوعودها في أعقاب الحرب العالمية الثانية، عاشت المدينة أحداثا بطولية لاسيما يومي 02 و18 ماي 1945 قادها 47 ثائرا، (اعتقلوا وحوكموا)، تمثلت في تنظيم عصيان من قبل شباب المدينـــة أمام مقر البلديـــة، مرددين الأناشيد الوطنية وذلك يوم 02 ماي 1945 ليقوموا يوم 18 من نفس الشهر بحرق مقر البلدية وقطع خيوط الهاتف، وتحطيم قضبان السكك الحديدية، وإتلاف بعض المصالح الإدارية.

### ثورة التحـــــريـــــر المباركة
إبان ثورة نوفمبر 1954 يزال التاريخ يحتفظ بالعديد من مواقع المعارك التي جرت على تراب ولاية سعيــدة، ومن أبرزها معركة "الجبل الأخضر" و"جبل بوعتروس" الخلايفة" و"ميمونة" و"تامسنة" و"اللابة" و"الحاسي الأبيض"و"المرجى"و"سيدي دومة"و"جبل سيدي البودالي " و"جبل اللوكد (العماير)" و"أولاد علي" و"هونت- جبل كرسوط"، مرقب السبع، بل المناور...وغيرها من المناطق وهي كثيرة..
كما أنشأت قوات الاحتلال معتقل حي «لاردوت»، ومراكز المصالح الإدارية الاختصاصية (SAS)، بكل من وسط المدينة وحي البرج، فضلا عن مخيم «السرسور» وشــــارع «ميشال» الذي كان مركزا لشرطـة الاستعلامـات، «الفراطيـس» و«مزرعة بايلي» و«ديكولا» و«فريدكوني» ومراكز المكتب الثاني (الاستنطاق) المتواجدة عبر تراب الولاية وغيرها

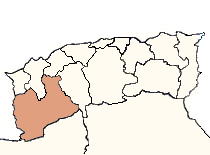
ولاية سعيدة عام 1962

سنة 1958 تـم إنشاء مقاطعة سعيدة وهي تشمل:
1. بلدية سعيدة: 85800 ساكن.
2. عين الصفراء: 20165 ساكن.
3. البيض: 48125 ساكن.
4. المشرية: 39263 ساكن.

عرفت المنطقة اشتباكات عديدة ومختلفة وأعمال تخريبية وفدائية نفذها رجال وأبطال كثيرون أثناء حرب التحرير.
- عدد الشهداء: 1650 شهيد

## الزوايا
- «زاوية سيدي محمد بن بحوص» بعين السخونة[2] · [3] · [4] · .[5]
- «زاوية سيدي البودالي عبد القادر» بأولاد براهيم[6] · .[7]
- «زاوية مولاي الطيب» بسعيدة[8] · [9] · .[10]

## الإعلام
- إذاعة سعيدة
- البث الحي للإذاعة

## التعليم الجامعي
تضم هذه الولاية العديد من الجامعات ومؤسسات التعليم الجامعي، منها:
- جامعة سعيدة[11]

## السياحة

واد غابة العقبان ولاية سعيدة

تزخر ولاية سعيدة بمعالم أثرية من مختلف العصور، في حاجة للتعريف بها وجعلها جهات سياحية بامتياز، وبالتالي بعث نشاط بالمنطقة في مجال ترقية السياحة الداخلية، وتقسّم مديرية الثقافة بالولاية حسب مسؤوليها هذه المعالم الأثرية إلى ثلاث مجموعات هي :
1. الأولى خاصة بفترة ما قبل التاريخ وتشمل مغارات سكنها الإنسان بوادي سعيدة بعاصمة الولاية وعين المانعة ببلدية عين الحجر إضافة إلى منطقة «تيفريت» ببلدية عين السلطان وهي كلّها مواقع مصنّفة.
2. أما المجموعة الثانية فهي معالم خاصة بالعهدين الروماني والعثماني مثل الموقع الروماني «لوكي تيمزوين» ببلدية يوب وكذا موقع «تيمطلاس» ببلدية سيدي أحمد وكذا «تافراوة» الذي يعود للعهد العثماني بنفس البلدية، علما أنّ أغلب هذه المواقع لا تزال غير مصنّفة وتحتاج لعمليات ترميم لحمايتها والحفاظ عليها.
3. وتضم المجموعة الثالثة حسب المتحدّث معالم تعود للحقبة الاستعمارية الفرنسية، مثل المواقع التي أنجزها الأمير عبد القادر خلال فترة مقاومته للاحتلال الفرنسي وكذلك كنيسة وساعة رملية بوسط مدينة سعيدة.

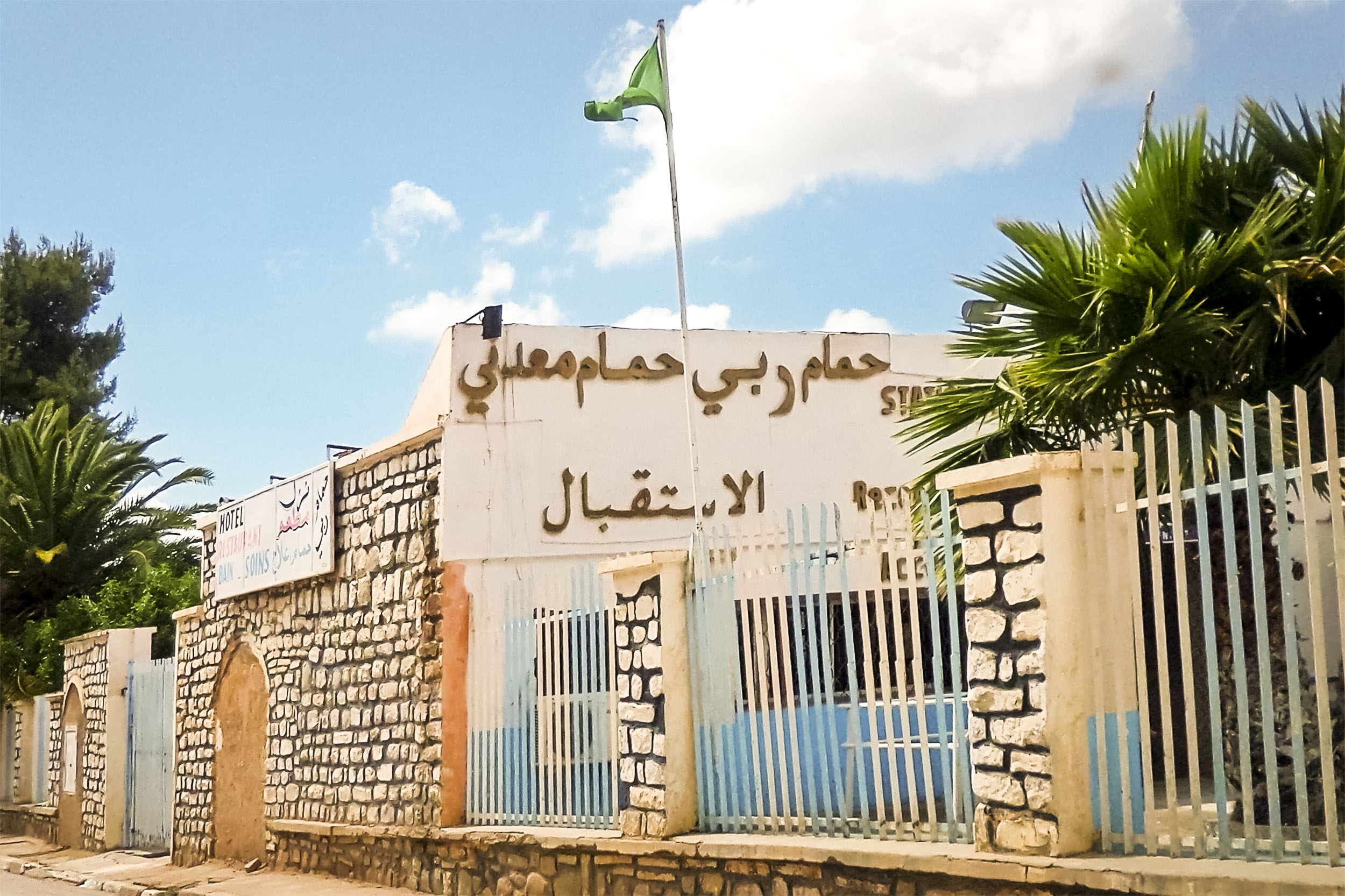
حمام ربي

واستفاد بعض هذه المعالم من عمليات ترميم مثل :
1. الساعة الرملية التي يسهر مكتب دراسات مختصّ على ترميمها
2. بوابتان بحي "لارودوت"، وهما باب معسكر وباب تيارت بمدينة سعيدة،وتمّ تشييدهما خلال الفترة الممتدة من سنة 1850 إلى سنة 1857.
3. تسجيل بعض المعالم في قائمة الجرد الإضافية مثل المسجد العتيق بمدينة سعيدة الذي بني سنة 1889

من جهة أخرى، يعدّ المسجد العتيق بسعيدة، أوّل مسجد ومعلم ديني للعبادة بني بوسط المدينة سنة 1885م بمنطقة وادي الوكريف المحاذي للحي الشعبي «حي بودية»، إضافة لكونه تحفة معمارية وقيمة فنية نادرة لاستعمال الحجر المصقول في بنائه، كونه يعدّ من أثمن وأجود مواد البناء في تلك الفترة الزمنية، وما زاده رونقا وجمالا هي زواياه التي ترسمت وتجلت فيها المعالم الإسلامية، ويتربّع المسجد على طول مساحة مستطيلة تقدّر بـ 1714 متر مربع، وقد تولّت مؤسّسة فرنسية الشروع في إنجاز المسجد وفق التقاليد المعمارية والهندسة الإسلامية في تلك الفترة الاستعمارية.
كما يعدّ المسجد العتيق من أعرق وأقدم المساجد على مستوى التراب الوطني التي تشرف منذ زمن بعيد على تنوير الرأي العام وبسط سلطان الدين الإسلامي، على مواجهة حملات التبشير المسيحي خلال الحقبة الاستعمارية على الخصوص، ويطلّ المسجد على أربع واجهات، ويضمّ فضاء للصلاة تزيّنه الأقواس المتعدّدة التي تتزيّن بالزخرفة الإسلامية البسيطة، والتي عرفت مؤخّرا عدّة ترميمات شوّهت منظرها، وقاعة لتدريس وتحفيظ القرآن الكريم للتلاميذ والطلبة الذين كانوا يتوافدون عليه من عدة مناطق من الوطن للتسلح بأمور العقيدة وأسس روح الشريعة، ويوجد خارج المساجد ويحيط من حوله مساحات صغيرة تتزيّن بعدّة أنواع من أشجار الفاكهة والنخيل التي تزيد من جمال وروعة هذا المعلم الإسلامي.
كما يعدّ الإمام غازي عبد القادر من بين أوائل أئمة الدين والفقه الإسلامي الذين أدوا رسالتهم النبيلة ونشروا فضائل الأخلاق وعلموا القرآن، كما أشأوا رجالا وكونوا إطارات بلغت من العلم ما بلغت، فتاريخ المسجد العتيق بمدينة سعيدة يحكي تاريخ أجيال مرت على هذا المسجد الذي يعدّ معلما وصرحا حضاريا يحفظ لها ذاكرتها، التي واكبت أشدّ المراحل التي عانت فيها إثر سنين الذل والاستعمار مرورا بيوم الاستقلال والتحرّر من العبودية والاستغلال وعاشت سنين الرخاء والازدهار، في حين لازال هذا المسجد يؤدي رسالته الدينية على نفس الوجه الذي شهدته كلّ هذه الأجيال السالفة والحاضرة.

## نواب ولاية سعيدة في المجلس الشعبي الوطني
يبلغ عدد النواب في المجلس الشعبي الوطني عن ولاية سعيدة 5 نواب خلال الدورة التشريعية 2017م-2022م التي انطلقت بعد 4 ماي 2017م.
التوزع الجنسي لنواب البرلمان عن ولاية سعيدة (2017م-2022م)
يتوزع نواب البرلمان عن ولاية سعيدة في الدورة التشريعية 2017م-2022م وفق الجنس حسب النسب التالية:
1. النواب النساء: 0 (00.00 %).
2. النواب الرجال: 5 (100.00 %).

### التوزيع الحزبي
الانتماء الحزبي لنواب البرلمان عن ولاية سعيدة (2017م-2022م)
يتوزع نواب البرلمان عن ولاية سعيدة في الدورة التشريعية 2017م-2022م حسب عدة قوائم حزبية:
1. الأحرار: 2 نواب (40.00 %).
2. التجمع الوطني الديمقراطي: 1 نائب (20.00 %).
3. جبهة التحرير الوطني: 1 نائب (20.00 %)
4. الجبهة الوطنية للعدالة الاجتماعية: 1 نائب (20.00 %).

## وصلات خارجية
- الموقع الرسمي الولاية
- الموقع الرسمي للإذاعة
- البث الحي للإذاعة ولاية سعيدة
- الديوان السياحي ولاية سعيدة
- خبار بلادي.. الجزائر.. ولاية سعيدة